# KSV Waregem
A KSV Waregem egy belga labdarúgócsapat volt Waregem városában. A klub hazai mérkőzéseinek helyét a 8 500 fő befogadására alkalmas Elindus Arena adja. Az egyesület labdarúgó-szakosztályát 1925-ben alapították. 2001-ben összeolvadt a Zulte-Waregemmel.
A klub 1966 és 1972, 1973 és 1994 és 1995 és 1996 között az első osztályban szerepelt. Legjobb helyezésüket az 1967–68-as, az 1984–85-ös és az 1992–93-as szezonban érték el, amikor egészen a negyedik helyig jutottak.

## Fordítás
Ez a szócikk részben vagy egészben  a   K.S.V. Waregem című angol Wikipédia-szócikk fordításán alapul.  Az eredeti cikk szerkesztőit annak laptörténete sorolja fel. Ez a jelzés csupán a megfogalmazás eredetét és a szerzői jogokat jelzi, nem szolgál a cikkben szereplő információk forrásmegjelöléseként.